# Colignonia ovalifolia
Colignonia ovalifolia är en underblomsväxtart som beskrevs av Anton Heimerl. Colignonia ovalifolia ingår i släktet Colignonia, och familjen underblomsväxter. Inga underarter finns listade i Catalogue of Life.